# Рузаевка
Руза́евка (мокш. Орозай, эрз. Оразай ош) — город (с 1937 года) в Республике Мордовия Российской Федерации. Административный центр Рузаевского района, образует городское поселение Рузаевка как единственный населённый пункт в его составе.
Второй по величине город в республике после Саранска, фактически является его городом-спутником, образуя с ним единую агломерацию.

## Этимология
Селение возникло на земле, пожалованной в 1631 году темниковскому мурзе Уразаю. Образованное от этого имени русское название деревня
Уразаевка вскоре превратилось в Рузаевка. В 1783 году упоминается как село Рузаевка, с 1937 года — город Рузаевка.

## География
Расположен в центральной части Мордовии на реке Инсар (бассейн Волги) при впадении в него Пишли, в 21 км (по прямой) и 26 км (по автодороге) к юго-западу от столицы республики города Саранска.

### Климат
Преобладает умеренно-континентальный климат. Июль самый тёплый месяц в году, его средняя температура 19,6 °C, а самый холодный — январь, со средней температурой −11.6 °C.
Среднегодовое количество осадков составляет 550 мм.

## История
Впервые упоминается в 1631 году, когда округа была пожалована касимовскому мурзе Урозаю Тонкачеву, от имени которого получила название деревня Уразаевка, или Рузаевка. С 1725 по 1757 год деревня принадлежала судостроителю, лейтенанту лейб-гвардии Преображенского полка Т. И. Лукину.
Во второй половине XVIII века Рузаевка принадлежала помещику Н. Е. Струйскому, который увлекался изобразительными искусствами и сочинял вирши.
Троицкую церковь и барский дом строил для Струйского крепостной мастер Андрей Зяблов, учившийся у друга барина, художника Рокотова.
В виршах «На смерть верного моего Зяблого» (1784) хозяин имения описывал в преувеличенных тонах его интерьеры:
Лишь шибкую черту Бушера он узрел,

К плафонну мастерству не тщетно возгорел.

Мне в роде сих трудов оставил он приметы:

В двух комнатах верхи его рукой одеты.

Овальну ль кто зрит иль мой квадратный зал,

Всяк скажет! Зя́блов здесь всю пышность показал!
После возведения в 1783 г. первого храма деревня Рузаевка стала считаться селом. В 1792 г. Струйский завёл в Рузаевке одну из первых и лучших в России частных типографий. Один из посетителей усадьбы Струйских описывал её следующим образом:

«В Рузаевке прекрасный сад, широкие дороги, везде чисто и опрятно. Дом огромный, в три этажа, строен из старинного кирпича, но по новейшим рисункам. В селении два храма, один старинный, в нём вся живопись иконная на итальянский вкус. Другая церковь выстроена с отличным великолепием: все стены одеты мрамором искусственным. Храм обширный, величественный, академики писали весь иконостас. Мало таких храмов видал я по городам… Думаю, что подобного нет во всей России. Красоте зодчества ответствует всё прочее: богатейшая утварь, ризница пышная, везде золото рассыпано нещадно».
Усадебные постройки были снесены ещё до революции. С началом промышленной революции Рузаевка становится узловой станцией Московско-Казанской железной дороги. Во время первой русской революции, с 10 по 21 декабря 1905 года, в селе была объявлена т. н. Рузаевская республика.

## Население
| 1931    | 1939    | 1959    | 1967    | 1970    | 1979    | 1982    | 1986    | 1987    | 1989    | 1992    | 1996    |
| ------- | ------- | ------- | ------- | ------- | ------- | ------- | ------- | ------- | ------- | ------- | ------- |
| 9700    | ↗17 100 | ↗24 909 | ↗35 000 | ↗41 084 | ↗48 811 | ↗50 000 | ↗52 000 | ↗53 000 | ↘51 034 | ↗52 300 | ↗52 800 |
| 1998    | 2000    | 2001    | 2002    | 2003    | 2005    | 2006    | 2007    | 2008    | 2009    | 2010    | 2011    |
| →52 800 | ↘52 700 | ↘52 300 | ↘49 790 | ↗49 800 | ↘49 000 | ↘48 600 | ↘48 300 | ↘48 000 | ↘47 647 | ↘47 523 | ↘47 500 |
| 2012    | 2013    | 2014    | 2015    | 2016    | 2017    | 2018    | 2019    | 2020    | 2021    | 2024    |         |
| ↘47 060 | ↘46 787 | ↘46 437 | ↘46 213 | ↘46 064 | ↘45 988 | ↘45 248 | ↘44 504 | ↘44 291 | ↘42 989 | ↘42 124 |         |

На 1 января 2025 года по численности населения город находился на 361-м месте из 1124 городов Российской Федерации.

## Награды
- Орден «Знак Почёта» (11 июля 1981 года)

## Инфраструктура
В городе действуют 8 библиотек, ДК «Орион», ЦК им. Ухтомского, Рузаевский филиал Мордовского республиканского краеведческого музея им. Воронина, учреждения дополнительного образования детей.
С 2009 года функционирует Ледовый Дворец, с 2010 года плавательный бассейн «Дельфин», в 1992 году был построен бассейн «Нептун», который работает до сих пор.

## Образование
В городе 2 высших учебных заведения (Рузаевский институт машиностроения-структурное подразделение Мордовского государственного университета им. Н. П. Огарёва и филиал федерального государственного образовательного учреждения высшего профессионального образования «Самарский государственный университет путей сообщения» в г. Рузаевке), 15 дошкольных, 9 общеобразовательных школ, которые работают в инновационном режиме с углублённым изучением различных предметов.

## Здравоохранение
- Узловая больница на станции Рузаевка
- Центральная районная больница

## Экономика

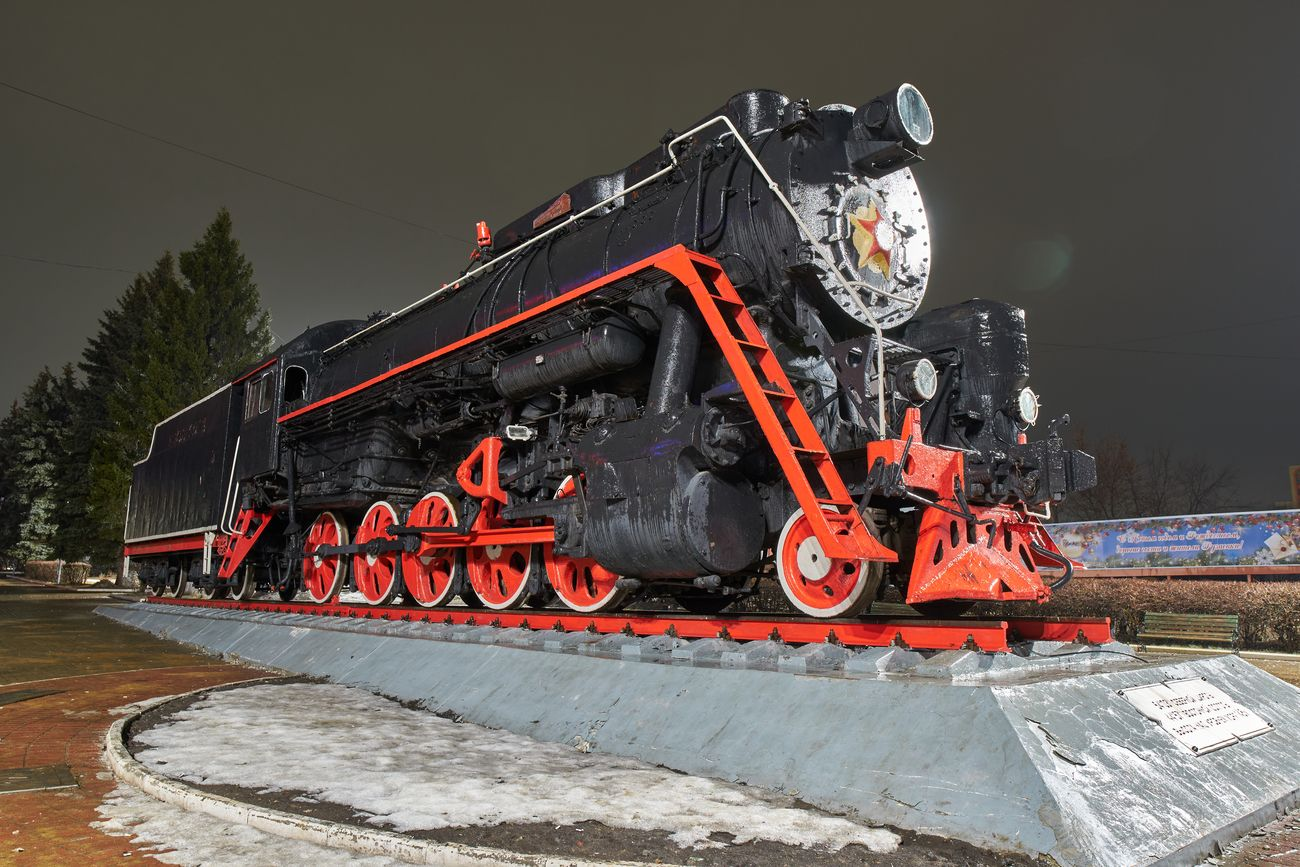
Памятник паровозу серии Л на привокзальной площади

### Промышленность
Рузаевка второй по величине промышленный центр Мордовии. Промышленность города представлена следующими предприятиями:
- Предприятие «Рузхиммаш» — поставщик оборудования для химической, нефтяной и газовой промышленности, производитель грузовых вагонов, железнодорожных цистерн для транспортировки газа, нефтепродуктов и кислот;
- Предприятие «Висмут» — производство пластмассовых полос, туб и профилей (недействующее);
- «Рузтекс» — производство одежды из текстильных материалов и аксессуаров одежды;
- Рузаевская швейная фабрика — производство спецодежды;
- Рузаевский завод керамических изделий;
- Предприятие «Рузаевский кирпич» — производство кирпича (недействующее);
- Предприятие «Нефтехгазмаш» — производство частей железнодорожного подвижного состава, производство металлических цистерн, резервуаров и прочих ёмкостей, производство различных типов металлоконструкций, производство автомобильной и сельскохозяйственной техники (полуприцепов тракторных и автомобильных, пресс-подборщиков, косилок, автоцистерн пожарных специальных);
- Предприятие «Рузаевский полимер» — производство изделий из пластмассы (недействующее);
- Предприятие «Рузово» — предприятие по переработке яйца;
- Предприятие «Молоко» — переработка молока и растительного сырья, производство кисломолочной продукции и заменителей животного масла.
- ООО "СК «Развитие» — предприятие по выпуску стеклянной тары для пищевой промышленности.

### Транспорт
Станция Рузаевка является крупным железнодорожным узлом: здесь расположено крупное локомотивное депо на Московско-Казанском историческом направлении. По станции Рузаевка поезда следуют в четырёх направлениях: на Рязань и на Самару (главный ход), Саранск и Пензу.
Внутригородской транспорт представляет собой только маршрутные такси и ПАЗы частных перевозчиков.Муниципальный транспорт отсутствует.

С автовокзала города автобусы отправляются в Саранск, Саратов, Ковылкино, Кадошкино, Волжский, Пензу, Ульяновск, Йошкар-Олу, Воронеж, Нижний Новгород.

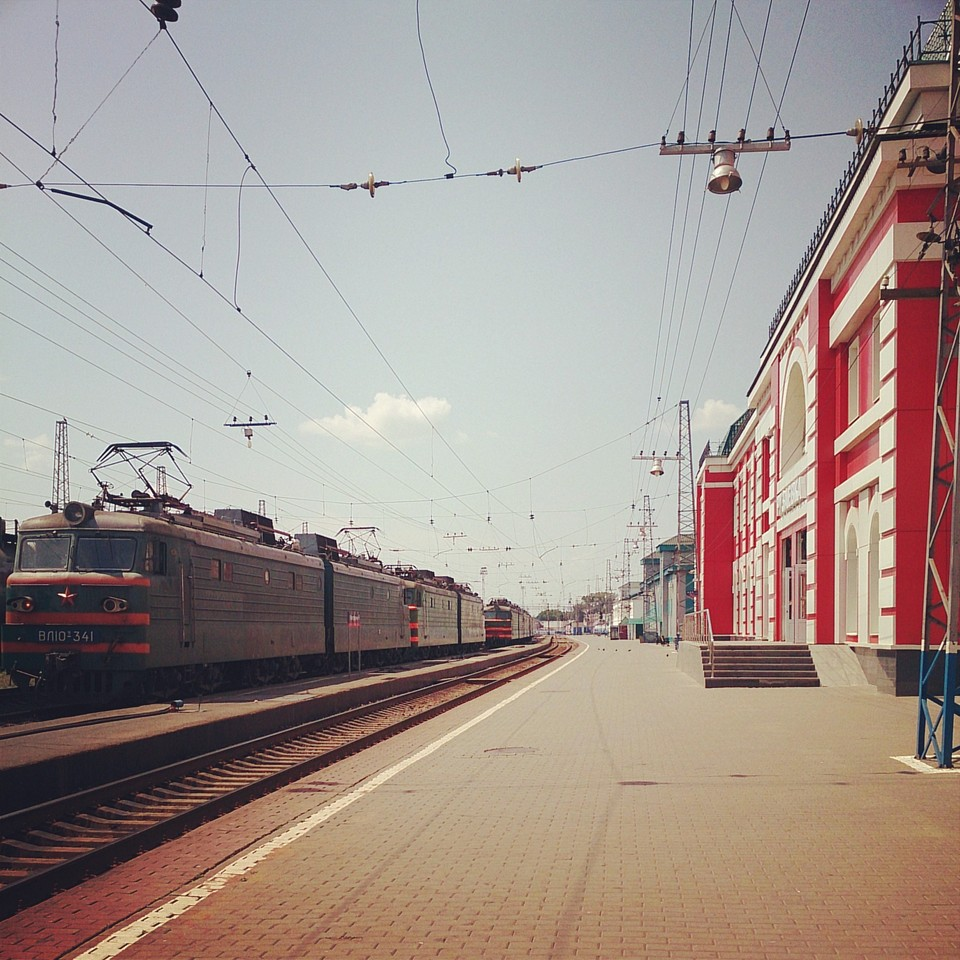
Рузаевка. Вокзал

## Достопримечательности
- Свято-Троицкий собор. Освящён в 2012 году[28];
- Паровоз-памятник М-202 Кукушка;
- Рузаевский краеведческий музей.
- Здание железнодорожного вокзала является объектом культурного наследия
- Музей локомотивного депо
- ДК им. Ухтомского

## Герб и флаг города
Геральдическое описание:

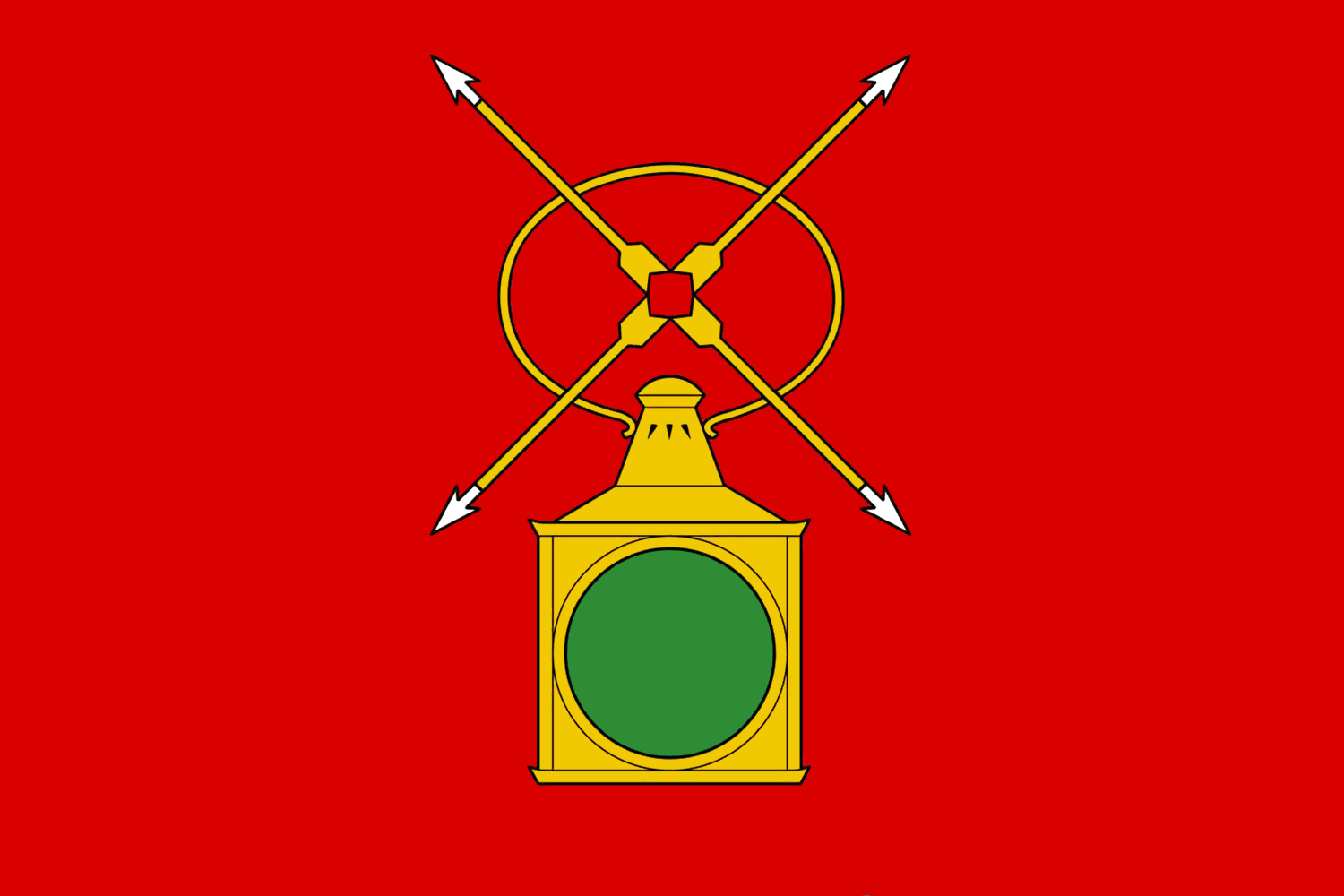
Флаг города Рузаевка

«В червлёном поле золотой, с зелёным стеклом, железнодорожный фонарь, поверх кольца (ручки) которого — четыре золотые, с серебряными наконечниками, стрелы, сложенные в косой крест наконечниками наружу».
Герб городского поселения Рузаевка, в соответствии с Методическими рекомендациями по разработке и использованию официальных символов муниципальных образований (Раздел 2, Глава VIII, п.п. 45-46), утвержденными Геральдическим советом при Президенте Российской Федерации 28.06.2006 года, может воспроизводиться со статусной короной установленного образца.
Обоснование символики:
Герб городского поселения Рузаевка отражает исторические, культурные и экономические особенности города. Изначально в середине XVII века Рузаевка была основана как сторожевое поселение Российского государства и названо по имени владельца земель, татарского хана Ураза — Уразаево, об этом говорят трофеи того времени — четыре стрелы. Понятие «стрелка» используется на железнодорожном транспорте. Благодаря железной дороге, строительство и развитие которой начато ещё в ХIX веке, Рузаевка сегодня — крупный железнодорожный узел Мордовии. Четыре стрелы символизируют четыре железнодорожных направления: Москва, Нижний Новгород, Самара и Пенза.
О том, что Рузаевка — город железнодорожников, говорит и изображение золотого фонаря. Фонарь излучает зелёный свет, несущий открытость и знание, говорящий о доброжелательном характере рузаевцев. Зелёный цвет — татарское начало (характерный цвет у мусульман). Слово «фонарь» имеет своё геральдическое значение. Согласно ему буква «Ф» является симметрично перевернутой буквой «Р» (первой буквы названия города Рузаевки). Железнодорожный фонарь является свидетелем того времени, когда Рузаевка стала городом. Красный цвет говорит о героическом прошлом города — историческом событии 1905 года — «Рузаевская республика», а также указывает на советский период государства, когда Рузаевка стала городом и образовался Рузаевский район.
Символика герба городского поселения Рузаевка:
Фонарь — символ света, надежды и тепла, дружелюбия и гостеприимства, зовущий к движению вперёд.
Стрелы — (солнечная символика — лучи) — целеустремлённость, уверен-ность, целенаправленность.
Красный (червлень) — мужество, любовь к своей Родине к её истории, труд, красота и праздник.
Зелёный (зелень) — надежда, жизненный путь, вечность.
Золото — богатство, мудрость, уважение.
Серебро — добро, мир, чистота помыслов.
Стекло — символ чистоты.
Авторская группа (2017 г.):
Автор герба городского поселения Рузаевка: Виктор Александрович Киселев (Рузаевка).
Векторная и растровая отрисовка: Александр Михайлович Цилигин (Рузаевка)
Растровая отрисовка: Сергей Владимирович Соколов (Рузаевка).

## Люди связанные с городом
- Полежаев, Александр Иванович (30 августа [11 сентября] 1804, село Рузаевка, Пензенская губерния — 16 [28] января 1838, Лефортовский военный госпиталь, Москва) — русский поэт.
- Дмитрий Юрьевич Струйский (псевдоним Трилунный, 1806—1856) — русский поэт, переводчик, музыкальный критик, композитор.
- Емелин, Сергей Александрович (род. 16 июня 1995, Рузаевка, Республика Мордовия) — российский борец классического стиля, бронзовый призёр Олимпийских игр в Токио, чемпион мира 2018 года, двукратный чемпион Европы, чемпион и призёр чемпионатов России среди юниоров, бронзовый призёр чемпионата мира среди юниоров 2014 года. Чемпион мира среди юниоров 2015 года. Член Олимпийской команды в Токио-2020.
- Алескаров, Валерий Владимирович (19 августа 1971, Рузаевка, Мордовская АССР) — российский футболист, вратарь; тренер.
- Антонов, Олег Львович (26 сентября 1971, Рузаевка) — советский и российский футболист.
- Гриценко, Сергей Анатольевич (1 февраля 1972, Рузаевка, Мордовская АССР) — советский и российский футболист, вратарь. Дебютировал на профессиональном уровне во Второй лиге СССР в 1989 году за ФК «Торпедо Волжский». Выступал за клубы: «Торпедо Волжский», «Ротор» (Волгоград), «Лада» (Димитровград), «Лада-Град» (Димитровград), «Балтика» (Калининград), «Тюмень», «Олимпия» (Волгоград). В чемпионатах России отыграл 20 матчей. В 2004—2005 годах играл в мини-футбол за команду «Аргон» (Волгоград).
- Дикарев, Сергей Петрович (29 июня 1963, Рузаевка, Мордовская АССР) — российский футболист, защитник, кандидат в мастера спорта.
- Мелёхин, Геннадий Михайлович (1936—2018) — советский и российский актёр, народный артист РСФСР (1982).
- Вячеслав Иванович Зарубин — советский хозяйственный, государственный и политический деятель.
- Косолапов, Эдуард Викторович (27 марта 1976, Рузаевка, Мордовская АССР — 18 апреля 2014, Рузаевка, Республика Мордовия) — российский футболист, нападающий.
- Лёскин, Антон Федорович — (1899 год — 11 июля 1950 года) машинист Куйбышевской железной дороги. Первый Герой Социалистического Труда в Мордовской АССР.
- Магнусов, Валерий Сергеевич (25 декабря 1924 — 7 января 2015) — инженер в области теории, исследования и разработки бортовых навигационных приборов, систем и комплексов для пилотируемых летательных аппаратов.
- Миляев, Александр Павлович (прозвище — «Саша Резаный», 6 декабря 1899—1957) — советский бильярдист, организатор и тренер бильярдных секций.
- Алексей Владимирович Ми́шин (род. 8 февраля 1979 года, Рузаевка, Мордовская АССР) — российский борец греко-римского стиля. Олимпийский чемпион 2004 года, чемпион мира 2007 года, шестикратный чемпион Европы (2001, 2003, 2005, 2007, 2009, 2013), майор.
- Денис Владимирович Мишин (род. 12 марта 1984, Рузаевка, Мордовская АССР) — российский и азербайджанский борец греко-римского стиля, участник чемпионата мира и чемпионатов Европы. Младший брат Олимпийского чемпиона Алексея Мишина.
- Глеб Витальевич Носов (род. 18 мая 2000, Рузаевка, Республика Мордовия) — российский хоккеист, вратарь. В настоящее время является игроком Курганского клуба «Зауралье», выступающего в ВХЛ.
- Генна́дий Васи́льевич О́сипов (род. 27 июня 1929, Рузаевка, Мордовская АССР, СССР) — советский и российский социолог, философ, доктор философских наук, профессор, академик Российской академии наук (1991).
- Нина Алексеевна Родио́нова (1924—2011) — советская актриса театра и кино. Лауреат Сталинской премии второй степени (1947).
- Игорь Павлович Ру́бан (12 июня 1912 года, Рузаевка, Пензенская губерния — 1996, Москва) — живописец, график, Заслуженный работник культуры РСФСР, Заслуженный деятель искусств РСФСР, Почётный полярник СССР, член Союза журналистов СССР.
- Марина Петровна Саенко, в девичестве Дикарева (1 мая 1975, Рузаевка, Мордовская АССР) — советская и российская футболистка, игравшая на позиции защитницы. Известна по выступлениям за команду «Энергия» из Воронежа.
- Ники́та Вячесла́вович Серге́ев (род. 17 октября 1999, Рузаевка, Республика Мордовия) — российский футболист, нападающий.
- Алексе́й Никола́евич Спи́рин (4 января 1952, Рузаевка, Мордовская АССР, РСФСР, СССР) — футбольный судья международной категории, председатель инспекторского комитета РФС.
- Борис Петрович Старухин (14 мая 1950, Рузаевка, Мордовская АССР) — советский футболист, защитник.
- Юрий Дмитриевич Ютландов (19 января 1934, Рузаевка, Мордовская автономная область — 11 июня 2010, Саранск) — советский организатор и руководитель промышленных производств в электротехнической промышленности. Генеральный директор производственного объединения «Электровыпрямитель» Министерства электротехнической промышленности и приборостроения в Саранске.
- Балакин, Дмитрий Николаевич (род. 24 февраля 1985 года, Рузаевка, Мордовская АССР) — российский серийный убийца, совершивший в период с 1 сентября 2005 по 26 июня 2006 года 3 убийства и 3 покушения на молодых девушек с целью изнасилования и завладения их имуществом.